# Liste der Baudenkmale in Greymouth
Die Liste der Baudenkmale in Greymouth umfasst alle vom New Zealand Historic Places Trust (NZHPT) als „Historic Place“ oder „Historic Area“ eingestuften Baudenkmale und Flächendenkmale der neuseeländischen Ortschaft Greymouth. Die Angaben stammen aus dem Register des NZHPT. Die Bezeichnungen der Baudenkmale orientieren sich an diesem Register. In die Liste werden auch bekannte Wahi Tapu (Area), kulturell und religiös bedeutsame Stätten und Gebiete der Māori, aufgenommen. Sie werden jedoch meist nicht publiziert.

| Bild                                    | Bezeichnung                                    | Ort       | Anschrift                                           | Beschreibung | Bauzeit         | Eintrag            | Nummer | Kat. |
| --------------------------------------- | ---------------------------------------------- | --------- | --------------------------------------------------- | --- | --------------- | ------------------ | ------ | ---- |
| BW                                      | Dispatch Foundry                               | Greymouth | 36 Lord Street Karte                                | Gießerei (ehemalige) | 1907 (ab)       | 28. Juni 1990      | 1695   | 1    |
| weitere Bilder                          | Government Building                            | Greymouth | Mawhera Quay, Custom Street und Mackay Street Karte | ehem. Regierungsgebäude, heute Alehouse | 1909–1910       | 28. Juni 1990      | 1696   | 1    |
| weitere Bilder                          | Greymouth Railway Station                      | Greymouth | 156 Mackay Street Karte                             | Bahnhof von Greymouth | 1894–1895       | 28. Juni 1990      | 3039   | 1    |
| weitere Bilder                          | Brunner Industrial Site                        | Greymouth | Taylorville Road, Taylorville Karte                 | Industriedenkmal: Reste des Kohlebergbaus, Fördereinrichtungen, Koksöfen, Ziegelei. Teil der „Brunner Coal Mining Remains Historic Area“ (7051). | 1864 (ab)       | 28. Juni 1990      | 4996   | 1    |
| BW                                      | Greymouth Railway Station Footbridge           | Greymouth | 156 Mackay Street Karte                             | Fußgängerbrücke des Bahnhofs Greymouth, 2002 bis auf die Zugangsrampen abgebrochen und teilweise eingelagert                                     | 1925–1927 (ca.) | 28. Juni 1990      | 5014   | 1    |
| weitere Bilder                          | Courthouse                                     | Greymouth | 8 Guinness Street Karte                             | Gerichtsgebäude, ehemaliges | 1911–1912       | 28. Juni 1990      | 5016   | 1    |
| weitere Bilder                          | Gilmer Hotel (Former)                          | Greymouth | 43 Gresson Street Karte                             | ehemaliges Hotel, heute Backpackers | 1905            | 4. April 2008      | 1697   | 2    |
| BW                                      | St Patricks Presbytery (Former)                | Greymouth | 16 Chapel Street Karte                              | ehem. Pfarrei, heute Backpackers | 1887–1888       | 4. April 2008      | 1694   | 2    |
| weitere Bilder                          | Royal Hotel                                    | Greymouth | 128-130 Mawhera Quay Karte                          | Hotel | 1930            | 21. September 1989 | 5058   | 2    |
| BW                                      | Carruthers, Wetherall and K S Jeffrey Building | Greymouth | 24-26 Guinness Street Karte                         | Laden | n.a.            | 21. September 1989 | 5059   | 2    |
| weitere Bilder                          | Revingtons Building                            | Greymouth | 47 Tainui Street Karte                              | Bürogebäude | n.a.            | 21. September 1989 | 5060   | 2    |
| weitere Bilder                          | Waitaiki House                                 | Greymouth | 37-45 Tainui Street Karte                           | Bürogebäude | n.a.            | 21. September 1989 | 5061   | 2    |
| weitere Bilder                          | Hannahs Building                               | Greymouth | 27 Tainui Street und Mackay Street Karte            | Laden | n.a.            | 21. September 1989 | 5062   | 2    |
| BW                                      | High Street Auto Centre (Former)               | Greymouth | 78 High Street Karte                                | Autowerkstatt, ehemalige | 1935            | 21. September 1989 | 5064   | 2    |
| weitere Bilder                          | Regent Theatre                                 | Greymouth | Herbert Street und Mackay Street Karte              | Kino und Theater | 1933–1934 (ca.) | 25. Juni 2004      | 7552   | 2    |
| Greymouth CBD Historic Area             | Greymouth CBD Historic Area                    | Greymouth | Guinness Street Karte                               | Stadtzentrum von Greymouth | n.a.            | 3. März 1995       | 7052   | HA   |
| Greymouth Railway Station Historic Area | Greymouth Railway Station Historic Area        | Greymouth | 156 Mackay Street, Greymouth (seit 2010) Karte      | Bahnhofsgebiet von Greymouth | n.a.            | 21. September 1989 | 7053   | HA   |